# Synchiropus randalli
Synchiropus randalli är en fiskart som beskrevs av Clark och Fricke, 1985. Synchiropus randalli ingår i släktet Synchiropus och familjen sjökocksfiskar. Inga underarter finns listade i Catalogue of Life.